# Ебервин фон Кронберг
Ебервин фон Кронберг (на немски: Eberwin I von Kronberg; Eberwein von Kronberg; Eberwin von Eschborn; † 19 април или 22 април 1303) от рода на рицарите фон Ешборн-Кронберг, е епископ на Вормс (1299 – 1303).

## Произход
Той е син рицар Хартмут III фон Кронберг († сл. 1287), основателят на клон Кронберг. Брат е на рицар Хартмут IV фон Кронберг († сл. 1300).
Ебервин става духовник и от 1294 г. е катедрален каноник в Майнц; тук чичо му със същото име († 1284) е действал като катедрален схоластер и каноник. През 1299 г. той е в катедралния капител и пропст на манастир Йехабург в Зондерсхаузен в Тюрингия.
През есента 1299 г. Ебервин фон Кронберг е избран за епископ на Вормс. Голяма част от гласовете обаче са за катедралния пропст и по-късен епископ Хайнрих III фон Даун († 1319), който е племенник на предишния епископ Емих I († 24 юли 1299). Архиепископът на Майнц Герхард II фон Епщайн назначава разследваща комисия и признава избора на Ебервин на 21 декември 1299 г. за валиден.
Ебервин поддържа жителите в конфликта между тях и градските патриции. Той умира през пролетта 1303 г. и е погребан в катедралата на Вормс, ляво от предшественика му Емих I. Едва през 1307 г. за нов епископ е избран Емерих фон Шьонек († 1318).